# Лохаконо, Франсиско
Франси́ско Рамо́н Лоха́коно (исп. Francisco Ramón Lojácono; 11 декабря 1935, Буэнос-Айрес — 19 сентября 2002, Паломбара-Сабина) — аргентинский и итальянский футболист, полузащитник и нападающий.

## Карьера
Франсиско Лохаконо родился в районе Матадорес в семье итальянцев: его отец, Сальваторе Джузеппе был выходцем из Калабрии, прибывший в Буэнос-Айрес в 14-летнем возрасте вместе с отцом-каменщиком и его семьёй, искавшей в Аргентине лучшей жизни. Мать, Эльвира Капуто, также происходила от выходцев из Италии. Помимо Франсиско, в семье была дочь Йосефа Нора. С ранних лет юный Лохаконо влюбился в футбол: «Я не засыпал, если со мной в кровати не было кожаной сферы мяча». Первым его клубом стал «Эрсилья Хуниорс», который создали мальчики из его района. Там его заметили скауты клуба «Сан-Лоренсо», позвавшие игрока к себе.
Франсиско начал карьеру в 8 команде «Сан-Лоренсо». Когда Лохаконо было 16 лет, его отец потерял работу, и Франсиско, чтобы помочь семье, устроился токарем в железнодорожный цех. Юноша работал по 8 часов в день, однако тренировки не бросал. В первый год молодой игрок перешёл в 7 команду, а затем быстро попал в пятую. Оттуда в один из дней Лохаконо был переведён в основной состав, где должен был заменить Хосе Флорио, ставшего игроком «Торино». За «Сан-Лоренсо» Франсиско провёл 6 матчей.
В конце 1954 года он перешёл в «Химнасию и Эсгриму», где стал игроком основного состава, проведя 51 матч и забив 29 голов. Лучшим для игрока стал сезон 1955 года, когда он забил 18 голов, лишь 3 уступив лучшему бомбардиру первенства, Оскару Массей. Последний матч за «Химнасию» Франсиско провёл против «Пеньяроля». В том же году, 13 марта, Лохаконо женился на Розе Марии. Их обвенчал священник Розинелли, бывший первым футбольным наставником Франсиско в школе Сан-Хосе.
В январе 1956 года Лохаконо был куплен итальянскими клубами «Виченца» и «Фиорентина» за 40 млн лир. По договору первый сезон Франсиско провёл в «Виченце», где дебютировал 27 января в матче с «Миланом» (2:4). Всего за полгода в клубе футболист провёл 18 игр и забил 11 голов, чем помог «Виченце» остаться в серии А. Затем игрок уехал в «Фиорентину», где выступал 3 сезона. Он сыграл за клуб 91 матч в чемпионате и забил 32 гола. Покинуть клуб его вынудил конфликт во время матча с партнёром по команде Гвидо Граттоном.
В 1960 году он перешёл в «Рому», в первом же сезоне выиграв с клубом Кубок Ярмарок, в розыгрыше которого забил 5 голов. В клубе игрок составлял основную атакующую силу команды, вместе с соотечественником, Педро Манфредини. Всего футболист играл за «Рому» на протяжении 3 лет, проведя 56 матчей и забив 22 гола в чемпионате страны. В Риме Лохаконо вёл активную ночную жизнь, часто танцевал танго ночи напролёт, флиртовал с женщинами, включая роман с Клаудией Мори. Он даже снялся в фильме «Avventura al motel».
Затем он на сезон вернулся в «Фиорентину», искавшую замену Мигелю Монтуори, сыграв 18 игр за клуб. После этого Лохаконо играл сезон за «Сампдорию», клуб серии В, «Алессандрия» и команду серии С, «Леньяно», где Франсиско завершил карьеру в 1970 году.
Лохаконо играл в двух сборных. В составе сборной Аргентины он провёл 8 игр. Был участником чемпионата Южной Америки 1956, где провёл 2 игры. В сборной Италии он провёл 8 игр и забил 5 голов. Там футболист дебютировал 28 февраля 1959 года в матче с Испанией и сразу же забил мяч (1:1).
Завершив карьеру игрока, Лохаконо работал тренером в небольших итальянских клубах.
Он умер в возрасте 66 лет из-за осложнений, вызванных операцией на лёгких. Некоторыми было подмечено, что бывшие игроки «Сампдории», в частности Эрнст Оцвирк, Гвидо Виченци, Эрнесто Куккьярони, Энцо Маттеуччи и сам Лохаконо, выступавшие за клуб в 1950—1960-х, болели боковым амиотрофическим склерозом. Это вызвало подозрения, что клуб в те годы злоупотреблял фармацевтическими методами поддержки формы спортсменов.

## Достижения
- Обладатель Кубка Ярмарок: 1961